# George Vernon Hudson
George Vernon Hudson (ur. 20 kwietnia 1867 w Londynie, zm. 5 kwietnia 1946 w Karori) – nowozelandzki pocztowiec, entomolog i astronom amator, pomysłodawca sezonowej zmiany czasu.

## Życiorys
Urodzony 20 kwietnia 1867 r. w Londynie jako jedno z sześciorga dzieci małżeństwa Emily Jane Carnal i artysty Charlesa Hudsona. Jego matka zmarła, gdy miał dwa lata. W wieku 9 lat, wraz z bratem Willem, zaczął kolekcjonować owady. Trzy lata później zaczął pisać dziennik, a w wieku 13 lat napisał pierwszą pracę nt. owadów, ilustrowaną szczegółowymi rysunkami. W 1881 r. wyjechał wraz z ojcem, bratem i siostrą do Nowej Zelandii, gdzie mieszkali już jego dwaj bracia i siostra. Hudson zamieszkał w Nelson i 1 lutego 1883 r. podjął pracę w urzędzie pocztowym w Wellington, gdzie pozostawał zatrudniony do 1919 r., kiedy to przeszedł na emeryturę.
Po śmierci ojca (1884 r.) rozpoczął prace nad książką poświęconą owadom Nowej Zelandii. Dzięki pracy zmianowej miał możliwość zbierać owady, badać ich zwyczaje i tworzyć barwne ilustracje do książki. Swoją pierwszą książkę ukończył w końcu 1886 r. jako dziewiętnastolatek. Z pomocą m.in. sir Waltera Bullera książka An elementary manual of New Zealand entomology została opublikowana w 1892 r. Największą sławę przyniosło mu siedem ilustrowanych książek wydanych między 1892 i 1950 rokiem. W listopadzie 1907 r. Hudson dołączył do wyprawy badawczej na podantarktyczne wyspy, m.in. Auckland Island. Efektem wyprawy było odkrycie 61 gatunków i szczegółowy opis kolejnych, a całość tej pracy opisano w ilustrowanej publikacji zredagowanej przez doktora Charlesa Chiltona.
Oprócz entomologii, miał wkład w rozwój astronomii. W 1885 r. zakupił swój pierwszy teleskop, a w 1904 r. miał już w prywatnym obserwatorium zainstalowany teleskop czterocalowy. Dzięki pracy zmianowej zainteresował się wartością światła dziennego i 16 października 1895 r. przedstawił towarzystwu naukowemu Wellington Philosophical Society pracę, w której dowodził zasadności sezonowych zmian urzędowego czasu o dwie godziny do przodu. Projekt został zdyskredytowany przez wielu członków towarzystwa, jednak z czasem parlamentarzysta Thomas Sidey doprowadził do wprowadzenia zmiany czasu w 1927 r. Mimo kontrowersji Hudson został przez Royal Society of New Zealand 16 maja 1934 r. wyróżniony za tę pracę medalem imienia Sideya. Ponadto 9 czerwca 1918 r. odkrył gwiazdę Nova Aquilae.
Krytyczny wobec zorganizowanej edukacji, pisał do prasy listy krytykujące system oświatowy oraz naukę akademicką. Promował naukę za pomocą swoich książek i udzielał w swoim domu w Karori prywatnych lekcji entomologii i astronomii.
Był członkiem założycielem New Zealand Institute (1919 r.), członkiem Royal Society of New Zealand, Wellington Philosophical Society (przewodniczący w 1900, 1901 i 1940 r.). Wyróżniony Hector Memorial Medal and Prize (1923 r.), Memorial Medal w (1929 r.). Członek rady dyrektorów New Zealand Institute (1923–1933) i Royal Society of New Zealand (1933–1946).
Zmarł 5 kwietnia 1946 r. w Karori.
Od 30 grudnia 1893 r. pozostawał w związku małżeńskim z nauczycielką Florence Woodhead Hudson (1856–1935).